# Йоахім Пройсс
Йоахім Пройсс (нім. Joachim Preuss; 30 травня 1914, Бремен — 11 травня 1985, Бремен) — німецький офіцер-підводник, капітан-лейтенант крігсмаріне.

## Біографія
1 квітня 1933 року вступив на флот. У вересні-жовтні 1939 року — 1-й вахтовий офіцер на підводному човні U-A. З січня по 9 червня 1940 року — командир U-10, на якому здійснив 3 походи (разом 31 день в морі). З червня 1940 по квітень 1941 року — інструктор 1-ї навчальної дивізії підводних човнів. З 1 травня 1941 року — командир U-568, на якому здійснив 5 походів (разом 151 день в морі). 28 березня 1942 року U-568 був потоплений в Середземному морі північно-східніше Тобрука (32°42′ пн. ш. 24°53′ сх. д.) глибинними бомбами британських есмінців «Хіроу», «Ерідж» та «Гарворт». Всі 47 членів екіпажу були врятовані і взяті в полон. 27 листопада 1947 року звільнений.
Всього за час бойових дій потопив 5 кораблів загальною водотоннажністю 14 229 тонн і пошкодив 1 корабель водотоннажністю 1630 тонн.
| Дата           | Назва корабля                     | Тип               | Тоннаж | Вантаж             | Екіпаж | Загинули | Країна             | Конвой |
| -------------- | --------------------------------- | ----------------- | ------ | ------------------ | ------ | -------- | ------------------ | ------ |
| 17 лютого 1940 | Kvernaas                          | Торговий пароплав | 1,819  | Кокс               | 20     | 0        | Норвегія           |        |
| 18 лютого 1940 | Ameland                           | Торговий пароплав | 4,537  | Генеральні вантажі | 48     | 0        | Нідерланди         |        |
| 12 серпня 1941 | HMS Picotee (K63)                 | Корвет            | 925    |                    | 66     | 66       | Британська імперія | ON-4   |
| 16 жовтня 1941 | Empire Heron                      | Торговий пароплав | 6,023  | 7673 тонни сірки   | 43     | 42       | Британська імперія | SC-48  |
| 17 жовтня 1941 | USS Kearny (DD-432) (пошкоджений) | Есмінець          | 1,630  |                    | 199    | 11       | США                | SC-48  |
| 24 грудня 1941 | HMS Salvia (K97)                  | Корвет            | 925    |                    | 106    | 106      | Британська імперія | TA-5   |

## Звання
- Кандидат в офіцери (1 квітня 1933)
- Морський кадет (23 вересня 1933)
- Фенріх-цур-зее (1 липня 1934)
- Оберфенріх-цур-зее (1 квітня 1936)
- Лейтенант-цур-зее (1 жовтня 1936)
- Оберлейтенант-цур-зее (1 червня 1938)
- Капітан-лейтенант (1 грудня 1940)

## Нагороди
- Медаль «За вислугу років у Вермахті» 4-го класу (4 роки)